# Il primo omicidio

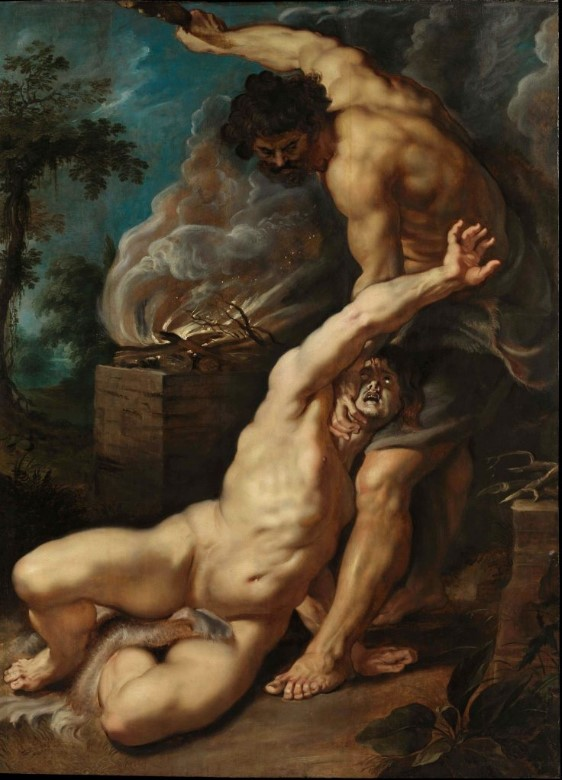
Abel et Caïn par Pierre Paul Rubens (vers 1609).

Il primo omicidio, overo Cain (« Le premier homicide ») est un oratorio d'Alessandro Scarlatti, écrit pour six solistes (SSAATB) et orchestre, sur un livret d'un auteur resté anonyme et créé à Venise en janvier 1707. L'œuvre est reprise à Rome en 1710.
Avec Il Sedecia, re di Gerusalemme, il s'agit du plus important oratorio du musicien sur un sujet biblique.
La recréation française sera donnée à l'opéra de Paris en janvier 2019, par René Jacobs et Romeo Castellucci.

## Histoire
L'oratorio ne fait son apparition à Venise que dans le courant de la décennie de 1660, par l’entremise de la Congrégation de Santa Maria della Feva, conviant des compositeurs tels que Giovanni Legrenzi et Carlo Pallavicino à composer des œuvres pour l'occasion. Invité par la famille Grimaldi, Scarlatti séjourne à Venise de l'automne 1706 au début avril 1707. Deux de ses opéras sont donnés au treatro San Giovanni Grisostomo : Il Mitridate Eupatore en janvier et le mois suivant Il trionfo della libertà. 
Le livret d’Il primo omicidio, overo Cain fournit peu de renseignements et d'éléments factuels sur l'interprétation : le librettiste est inconnu, tout comme les chanteurs. Sur la partition autographe de l'œuvre, figure la date d'achèvement : 7 janvier 1707, ce qui laisserait à penser quelle a été jouée pour le Carnaval, sans doute dans un palais privé.

## Effectifs
Oratorio à 6 voix et orchestre
| Adam               | ténor   |
| Ève                | soprano |
| Cain               | alto    |
| Abel               | soprano |
| La voix de Dieu    | alto    |
| La voix de Lucifer | basse   |

### Première partie
- Introduzzione all'Oratorio, Spiritoso – Adagio – Allegro
- Figli miseri figlii. Recitativo (Adamo)
- Mi balena ancor sul ciglio. Aria (Adamo)
- Di Serpe ingannator perfida frode. Recitativo (Eva)
- Caro sposo, prole amata. Aria (Eva)
- Genitori adorati. Recitativo (Abel)
- Dalla mandra un puro agnello. Aria (Abel)
- Padre questa d'Abel forz'é che sia. Recitativo (Caino)
- Della Terra i frutti primi. Aria (Caino)
- Figli cessin le gare. Recitativo (Adamo)
- Più dei doni il cor devoto. Aria (Adamo)
- Disposto o figli &egtrave; il sacrificio. Recitativo (Eva)
- Sommo Dio nel mio peccato. Aria (Eva)
- Miei Genitori, oh come dritta ascende. Recitativo (Abel, Caino)
- Dio pietoso ogni mio armento. Duetto (Abel, Caino)
- Figli balena il Ciel d'alto splendore. Recitativo (Eva, Adamo)
- Sinfonia
- Prima imagine mia, prima fattura. Recitativo (Voce di Dio)
- L'olocausto del tu Abelle. Aria (Voce di Dio)
- Ne' tuoi figli, e nipoti. Recitativo (Voce di Dio)
- Udiste, udiste, o figli. Recitativo (Eva, Adamo)
- Aderite. Aria (Eva, Adamo)
- Sinfonia
- Cain, che fai, che pensi? Recitativo (Lucifero)
- Poche lagrime dolenti. Aria (Lucifero)
- D'ucciderlo risolvo; il core affretta. Recitativo (Caino)
- Mascheratevi o miei sdegni. Aria (Caino)
- Ecco il fratello; anzi il nemico. Recitativo (Abel, Caino)
- La fraterna amica pace. Duetto (Abel, Caino)
- Sempre l'amor fraterno è un ben sincero. Recitativo (Abel, Caino)

### Seconde partie
- Fermiam qui Abelle il passo. Recitativo (Caino)
- Perché mormora il ruscello. Aria (Caino)
- Ti risponde il ruscelletto. Aria (Abel)
- Or se braman posar la fronda, e'l rio. Recitativo (Abel)
- Più non so trattenr l'impeto interno. Recitativo (Abel, Caino)
- Cain dov'è il fratello? Abel dov'è?. Recitativo (Voce di Dio, Caino)
- Or di strage fraterna il suolo asperso. Recitativo (Voce di Dio)
- Come mostro spaventevole. Aria (Voce di Dio)
- Signor se mi dai bando. Recitativo (Caino)
- O preservami per mia pena. Aria (Caino)
- Vattene non temer; tu non morrai. Recitativo (Voce di Dio)
- Vuò il castigo, non voglio la morte. Aria (Voce di Dio
- O ch'io mora vivendo. Recitativo (Caino)
- Bramo insieme, e morte, e vita. Aria (Caino)
- Codardo nell'ardire, e nel timore. Recitativo (Voce di Lucifero)
- Nel poter il Nume imita. Aria (Voce di Lucifero)
- Oh consigli d'Inferno, onde soggiace. Recitativo (Caino)
- Miei genitori, adio. Aria (Caino)
- Mio sposo al cor mi sento. Aria (Eva, Adamo)
- Miei genitori amati. Aria (Voce di Abel, Eva, Adamo)
- Non piangete il figlio ucciso. Aria (Voce di Abel)
- Ferma del figlio mio voce gradita. Recitativo (Eva)
- Madre tenera et amante. Aria (Eva)
- Sin che spoglia mortale. Recitativo (Adamo)
- Padre misero, e dolente. Aria (Adamo)
- Spirto del figlio mio, questi son sensi. Recitativo (Eva, Adamo)
- Piango la prole esangue. Aria (Adamo)
- Adam prole tu chiedi, e prole avrai. Recitativo (Voce di Dio)
- L'innocenza paccando perdeste. Aria (Voce di Dio)
- Udii Signor della Divina Idea. Recitativo (Adamo)
- Contenti. Duetto (Eva, Adamo)

## Manuscrit
Le manuscrit a fait partie des acquisitions de Charles Jennens, riche propriétaire terrien anglais, collectionneur passionné et librettiste de cinq oratorios de Haendel (dont Saül, Messie, Belshazzar), qui acquiert la collection et l'emporte en Angleterre (à l'instar du manuscrit de Il martirio di santa Cecilia, redécouvert seulement à la fin des années 1980). La partition originale est aujourd'hui conservée dans la collection Frank V. de Bellis à San Francisco.

## Édition moderne
- Il primo omicidio, éd. Lino Bianchi, Edizioni De Santis 1968 (OCLC 869227240)

## Enregistrements
- Il primo omicidio - Concerto Italiano, Rinaldo Alessandrini, L'Europa Galante, dir. Fabio Biondi (septembre 1992, Opus 111 OPS 30 75/76)[5] (Fiche sur medieval.org)
- Il primo omicidio - Richard Croft, ténor (Adam) ; Dorothea Röschmann, soprano (Êve) ; Bernarda Fink, alto (Cain) ; Graciela Oddone, soprano (Abel) ; René Jacobs, contreténor (voix de Dieu) ; Antonio Abete, basse (voix de Lucifer) ; Akademie für Alte Musik Berlin, dir. René Jacobs (1997, 2CD Harmonia Mundi HMC 901 649.50)[6] (OCLC 872158245), (Fiche sur medieval.org)

## Sources
- Reinhard Strohm (trad. Josée Bégaud), « Il primo omicidio — René Jacobs », p. 8–11, Harmonia Mundi HMC 901 649.50, 1998 (OCLC 872158245) .
- (nl) Ignace Bossuyt, De oratoria van Alessandro Scarlatti (1660-1725) : meesterwerken uit de Italiaanse barok, Louvain, Lipsius Leuven, 2017, 150 p. (ISBN 9461661835, OCLC 1021283699), p. 85